# TMK

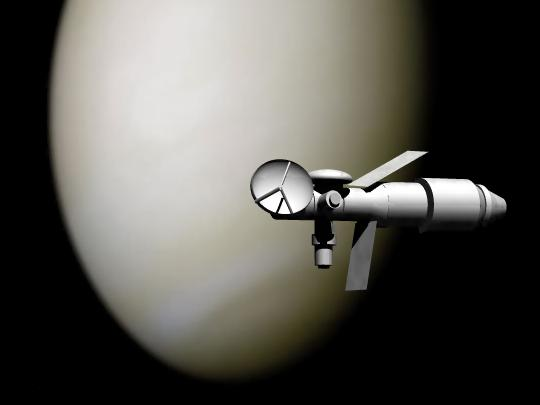
金星をフライバイするTMK-MAVR

TMK(ロシア語: Тяжелый Межпланетный Корабль - Tyazhely Mezhplanetny Korabl for Heavy Interplanetary Spacecraft)は、着陸せずに火星と金星を有人探査するソビエト連邦の宇宙探査計画である。
TMK-1は、1971年に打ち上げられ、3年間の飛行を行い、火星のフライバイの際にはプローブを投下する計画であった。TMK-E、Mavr、 KKでは、金星フライバイ、電子推進、有人火星着陸が提案されていた。
TNK計画は、ソビエト連邦がアメリカ合衆国の月着陸に対抗するものとして計画された。前身のMartian Piloted Complex(MPK)は1956年に提案された。利用予定だったN-1ロケットが成功しなかったため、計画は実行されなかった。

## TMK-1
TMK-1による火星への初飛行は、1971年6月8日に始まる計画であった。
75トンのTMK-1宇宙船は、3人の乗組員を乗せて火星をフライバイし、10ヶ月半の飛行で火星を通過し、遠隔操作できるランダーを投下して地球に向けて方向を変え、1974年7月10日に、3年1ヵ月2日間の旅を終え、地球に帰還することとなっていた。
宇宙船は、以下の各部から構成される。
- 居住室の広さは、25m3である。
- 作業・貯蔵室には、船外活動用のハッチや太陽嵐シェルターがある。広さは25m3である。
- 生命システム室には、SOZh閉鎖回路の環境制御システム、火星プローブ、KDU補正エンジン、太陽パネル、電波アンテナがある。
- 再突入カプセルの直径は4mである。

## TMK-E
このバージョンは1960年に提案され、N1ロケットの何度かの打上げで、地球の周りの軌道で火星着陸探査用の装置が組み立てられる計画であった。宇宙船の動力は原子力電気エンジンで、1年間かけて5機のランダーが核駆動のMars Trainを火星表面に敷設することとなっていた。
TMK-Eでは、3年間かけて火星を往復するが、そのうち1年間分は動力が必要である。宇宙船の全長は175mで、6人が乗り込める。6機の着陸機のうち、2機は乗組員、4機はMars Trainを運ぶ。

## Mavr (MArs - VeneRa)
帰途に金星フライバイを行うTMKミッションには、"Mavr" (MArs - VeneRa)というコードネームが付けられた。

## KK
1966年、最後のTMKのバージョンはKKと呼ばれる。630日間のミッションで、原子力電気推進が用いられる。
打上げは1980年に計画され、乗組員は3人であった。火星への滞在期間は30日間である。